# Halina Bortnowska
Halina Bortnowska-Dąbrowska (ur. 23 września 1931 w Toruniu, zm. 19 czerwca 2024) – polska filozof, teolog, publicystka. Animatorka przedsięwzięć społecznych, uczestniczka ruchu ekumenicznego wyrażająca potrzebę zwołania kolejnego Soboru w Kościele katolickim. W latach 2007–2012 przewodnicząca Rady Helsińskiej Fundacji Praw Człowieka.

## Życiorys
Szkołę podstawową ukończyła w Warszawie w 1944. W trakcie powstania warszawskiego została deportowana do niemieckiego obozu pracy.
Studiowała w Instytucie Katolickim we Wrocławiu, na Katolickim Uniwersytecie Lubelskim (magisterium z filozofii, 1961), później w Leuven (1964). Podczas studiów pracowała z dziećmi i dorosłymi jako katechetka (we Wrocławiu i Lublinie). Od 1961 do 1983 redaktor i sekretarz redakcji miesięcznika Znak (m.in. dziennikarz-sprawozdawca trzeciej sesji soboru watykańskiego II; 1964).
W latach 70. XX wieku współtworzyła ruch hospicyjny w Polsce i pierwsze polskie hospicjum w Nowej Hucie. Przez pięć lat pomagała terminalnie chorym jako wolontariuszka (redaktorka książki „Sens choroby, sens śmierci, sens życia” – trzy wydania w wydawnictwie Znak). W latach osiemdziesiątych doradca Komisji Robotniczej Hutników w Nowej Hucie. Brała udział, jako doradca delegatów małopolskich, w I zjeździe NSZZ „Solidarność”. Uczestniczyła od 13 grudnia 1981 w kilkudniowym strajku w Kombinacie Metalurgicznym w Nowej Hucie. W stanie wojennym na krótko internowana. W 1986 została członkiem Komitetu Helsińskiego w Polsce. Zaangażowana była w działania na rzecz pojednania polsko-niemieckiego.
Uczestniczyła w projektach Akcji Znaków Pokuty polegających na porządkowaniu ruin w Polsce (Oświęcim) i Niemczech (Drezno). Od 1967 do 1982 aktywnie uczestniczyła w pracach Światowej Rady Kościołów. Była animatorką projektów upamiętnienia ofiar getta warszawskiego, Jedwabnego i Srebrenicy.
Po 1989 współtworzyła Ruch Obywatelski Akcja Demokratyczna. Związana z organizacjami pozarządowymi. 21 października 1993 została wybrana zastępcą członka Trybunału Stanu. Współzałożycielka Helsińskiej Fundacji Praw Człowieka, w latach 2007–2012 przewodnicząca Rady Fundacji. Przed wstąpieniem Polski do UE pracowała w Fundacji „Polska w Europie”. Współzałożycielka Stowarzyszenia Przeciw Antysemityzmowi i Ksenofobii „Otwarta Rzeczpospolita” (2000).
W ramach prowadzonych przez siebie warsztatów dziennikarskich (m.in. dla studentów, młodych dziennikarzy, młodzieży szkolnej czy osób osadzonych w zakładach karnych) Halina Bortnowska zajmowała się promowaniem światowych standardów dziennikarstwa. Od 1992 była animatorką Warsztatów Dziennikarskich Młodych „Polis” w Warszawie. Do 1999 redaktor naczelny „Polis – pisma o sztuce życia publicznego”. Inicjatorka projektu Internetowa Gazeta Festiwalu Nauki. Brała udział w dyskusjach publicznych dotyczących m.in. spraw społecznych (w tym na temat ruchu hospicyjnego) i religijnych, ekumenizmu, lustracji, praw człowieka, upamiętniania ofiar ludobójstwa, a także bioetyki.
Jej publikacje ukazały się na łamach m.in.: Gazety Wyborczej, miesięcznika Znak, Tygodnika Powszechnego. Prowadziła blog pt. Myślennik.
Odznaczona Krzyżem Oficerskim Orderu Odrodzenia Polski (2001) i Krzyżem Komandorskim Orderu Odrodzenia Polski (2011). Laureatka nagrody im. prof. Zbigniewa Hołdy w 2013. W 2016 roku odznaczona odznaką za Zasługi dla Ochrony Praw Człowieka.
W 1983 poślubiła Kazimierza Dąbrowskiego (inżyniera konstruktora), który był wdowcem z czwórką dzieci.
Zostala pochowana na starym cmentarzu na Służewie w Warszawie.

## Twórczość
- Już – jeszcze nie. Całoroczne rekolekcje z Ludźmi Adwentu (Znak, 2005, ISBN 83-240-0627-3)
- Wszystko będzie inaczej. Z Haliną Bortnowską rozmawia Jolanta Steciuk (Znak, 2010, ISBN 978-83-240-1390-6)
- Co to, to nie. Myślennik Haliny Bortnowskiej (Wydawnictwo Agora, 2011, premiera 23 września 2011

## Opracowania
- Bezimienni mówią o modlitwie (wybór i układ; wstęp Marek Skwarnicki; Znak, 1973, 1982)
- Sens choroby, sens śmierci, sens życia (opracowanie i redakcja; Znak, 1982; 1984, ISBN 83-7006-065-X; 1993, ISBN 83-7006-265-2)
- Polacy – Niemcy '93. Konferencja Fundacji „Polska w Europie” 23–24.10.1993, Ośrodek Konferencyjny PAN w Mądralinie (opracowanie; wespół z Markiem Cichockim i Katarzyną Leszczyńską; „Exit”, staraniem Fundacji „Polska w Europie” 1993; seria: Studia Fundacji „Polska w Europie”, 1234-7841, nr 4 )
- Chrześcijańska demokracja w XXI wieku (red. merytoryczna oraz popr. tł. Halina Bortnowska-Dąbrowska i Kazimierz Dąbrowski; pod red. Josefa Thesanga; FKA 1997, ISBN 83-86771-06-2)
- polska://niemcy@2011. Materiały z konferencji zorganizowanej przez Fundację Konrada Adenauera w dniach 13–15 kwietnia 2000 r. w Warszawie (redakcja merytoryczna; przekł. z jęz. niem. Mariusz Matwiejczuk, Halina Bortnowska, przekł. z jęz. ang. Halina Bortnowska; Fundacja Konrada Adenauera. Przedstawicielstwo w Polsce 2001, ISBN 83-86771-12-7)

## Przekłady
- Marie-Dominique Chenu, Lud boży w świecie (wespół z Zofią Włodkową; przedmowa Jerzy Turowicz; Znak, 1968)
- Mark Schoof, Przełom w teologii katolickiej: początki, drogi, perspektywy (Znak, 1972)
- Michel Philibert, Paul Ricoeur, czyli wolność na miarę nadziei (szkic o twórczości i wybór tekstów; wespół z Ewą Bieńkowską i Stanisławem Cichowiczem; PAX 1976)